# Fujiwara no Hidehira
Fujiwara Hidehira (藤原 秀衡?; 1122? – 30 novembre 1187) fu il terzo governatore dei Fujiwara del Nord della provincia di Mutsu, Giappone, nipote di Fujiwara no Kiyohira.

## Biografia
Figlio di Fujiwara no Motohira, sua madre era figlia di Abe Munetō. Ricevette il titolo di Chinjufu shōgun nel 1170. Quando Minamoto no Yoritomo iniziò lo scontro contro i Taira nel 1180, questi ultimi tentarono invano di far schierare Hidehira al proprio fianco, che si dichiarò a favore dei Minamoto. Minamoto no Yoshitsune, dopo essere fuggito dal tempio di Kurama nel 1174, ricorse alla sua ospitalità e cercò rifugio nella sua residenza quando Yoritomo cercò di assassinarlo nel 1185. Hidehira lo protesse e gli diede delle terre a Koromogawa. Quando morì nel 1187, Hidehira esortò i suoi figli a sostenerlo sempre e a unire i loro sforzi per farlo nominare shōgun. Gli succedette il figlio Fujiwara no Yasuhira.

## Presenza nella cultura di massa
- Yoshitsune - serie televisiva (2005), interpretato da Hideki Takahashi.